# Santa Margherita di Belice

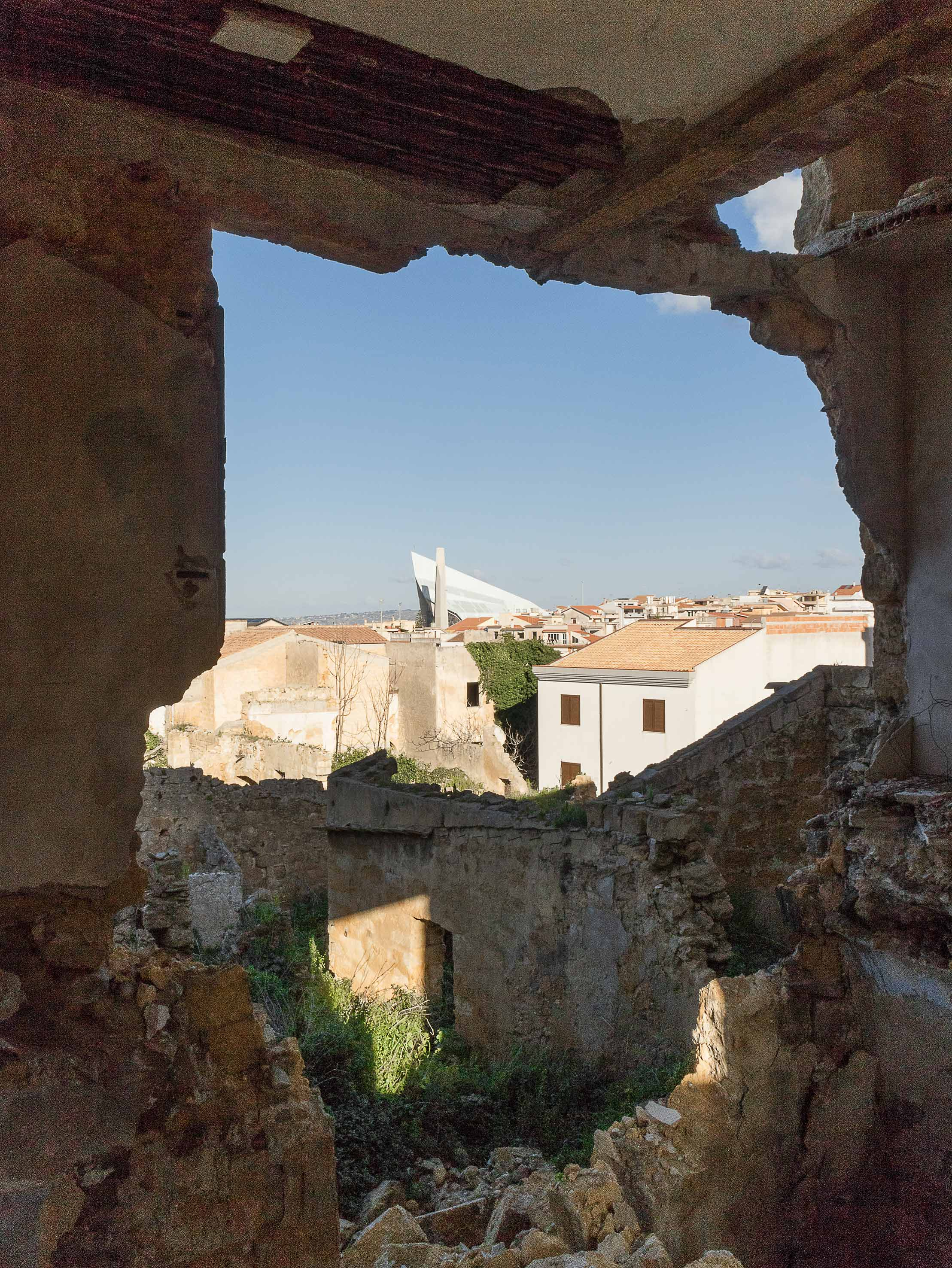
Veduta dai ruderi della città antica.

Santa Margherita di Belìce (Santa Margarita in siciliano) è un comune italiano di 5 961 abitanti del libero consorzio comunale di Agrigento in Sicilia.
Sorge nella zona sud-occidentale della Sicilia, a 400 metri sul livello del mare, tra i fiumi Belìce, Senore e Carboj, alla confluenza della città metropolitana di Palermo e dei liberi consorzi comunali di Trapani e Agrigento.

## Storia
Già dalla preistoria si hanno notizie della presenza di Sicani, poi di greci e di romani. Si presume che nell'epoca della dominazione araba sia la fondazione in questo territorio del casale di Manzil-Sindi (dal nome di un loro condottiero, Muhammed-ibi-as-Sindi). Successivamente, con la venuta dei Normanni, il territorio del Casale Manzil-Sindi prese il nome di "Misilindino" o "Misirindino".
La fondazione del paese si deve al barone Antonio Corbera, il 2 giugno 1572, con una licentia populandi concessa dal re di Spagna Filippo II per sua richiesta di una maggiore popolazione. In questo documento c'era scritto: «Ordiniamo e concediamo, che liberamente possiate e vogliate popolare e abitare la detta baronia e feudo, contornare la Terra di mura, munirla e circondarla con altre torri, di imporre dazi, gabelle e facoltà di costituire e nominare i giudici, i giurati e stipulare convenzioni con gli abitanti».
Nel 1610 il re Filippo III di Spagna (figlio e successore di Filippo II), con una nuova licentia populandi, oltre a confermare la precedente, autorizzò a dare il nome di Santa Margarita al nuovo paese. Nel 1666 l'ultima esponente del casato, Maria Paternò Corbera, moglie di Girolamo Gallego, principe di Militello, donò la baronia ad Alessandro Filangeri, II principe di Lucca (1644-1717), il quale ne ricevette l'investitura ufficiale nel 1668. I Filangieri, antenati in linea materna dello scrittore Giuseppe Tomasi di Lampedusa (la nonna materna dell'autore era una Filangieri di Cutò), diedero impulso al paese con la costruzione di diversi edifici e facendone aumentare la popolazione.
Tra i Filangieri di Santa Margherita di Belìce si annoverano due luogotenenti di Sicilia, ovvero Alessandro e il figlio Nicolò, che nel 1812 ospitò nel Palazzo di Santa Margherita, per circa tre mesi, il re Ferdinando I, la regina Maria Carolina d'Austria (la Donnafugata) e il principe Leopoldo di Borbone.
Lo scrittore Giuseppe Tomasi di Lampedusa, innamorato della sua residenza margheritese e di questa terra nella quale ha vissuto i momenti più belli della sua infanzia, ne parla nel suo libro Racconti e ambienta parte del suo famoso romanzo Il Gattopardo proprio nella sua residenza di campagna di Santa Margherita.
Nel 1963 il celebre regista Luchino Visconti riprodusse le vicende del romanzo realizzando uno dei colossal più conosciuti al mondo, vincitore della Palma d'oro come miglior film al 16º Festival di Cannes e successivamente selezionato tra i 100 film italiani da salvare.
La cittadina diede anche i natali a Giuseppe Traina, medico e parlamentare di Camera e Senato, e al deputato dell'Assemblea Costituente e sottosegretario Giuseppe Montalbano.
La notte del 15 gennaio 1968 un violento evento sismico si abbatté sulla cittadina e sull'intero territorio belicino, modificando per sempre lo stile di vita dei suoi abitanti.

### Simboli
Lo stemma e il gonfalone del comune di Santa Margherita di Belice sono stati concessi con decreto del presidente della Repubblica del 7 gennaio 1956.
Il gonfalone è un drappo trinciato di bianco e di rosso.

## Monumenti e luoghi d'interesse
- Palazzo Filangeri di Cutò, meglio conosciuto come Palazzo Gattopardo. Quasi completamente distrutto durante il terremoto (si salvò solamente la facciata), è stato in seguito parzialmente ricostruito ed oggi è la sede del Municipio, del Museo del Gattopardo, dell'Istituzione Parco Letterario Giuseppe Tomasi di Lampedusa e del Teatro Sant'Alessandro.
- Museo del Gattopardo. Vi si trovano le riproduzioni dell'originale manoscritto e dattiloscritto del romanzo, donate da Gioacchino Lanza Tomasi. Sono esposte anche altre teche contenenti le lettere, gli appunti, la documentazione e le foto d'epoca dello scrittore; ci sono postazioni multimediali che fanno rivivere i saggi critici e i film dedicati all'opera. Si possono anche vedere e ascoltare le interviste a Claudia Cardinale e Alain Delon, indimenticabili interpreti del film di Luchino Visconti, così come lo stesso manoscritto, la sua stesura, le correzioni apportate. Pagina dopo pagina, bozze e correzioni, fino alla stesura finale. Vi è anche la rappresentazione, attraverso un museo delle cere, di una scena de Il Gattopardo viscontiano.
- Museo della Memoria. Si tratta di uno spazio realizzato utilizzando i ruderi dell'ex Chiesa Madre restaurati, un tempo luogo di ritrovo e punto di incontro e di riferimento delle attività religiose e sociali del paese e poi rovinosamente distrutta dalle scosse sismiche. Al suo interno centinaia di fotografie guidano il visitatore alla scoperta della Valle del Belìce e dei suoi nove paesi (Gibellina, Montevago, Salaparuta, Poggioreale, Santa Margherita di Belìce, Santa Ninfa, Sambuca di Sicilia e Vita) prima di quella sconvolgente notte del 15 gennaio 1968. Decine e decine di scatti fotografici che immortalano volti di uomini, donne e bambini, di case distrutte, di paesi stravolti e in particolare di macerie. E poi tutte le fasi dei primi soccorsi, gli aiuti, le baracche, fino ad arrivare alla ricostruzione urbanistica, ma anche alla rinascita umana di tutta quella gente che si ritrovò protagonista di quel tragico evento.
- La Villa del Gattopardo. Adiacente al palazzo sorge ancora oggi il giardino con gli alberi secolari, realizzato sul finire del secolo XVII, mirabilmente descritto da Giuseppe Tomasi di Lampedusa ne I ricordi d'infanzia. “Il giardino, come tanti altri in Sicilia, era disegnato su un piano più basso della casa, credo affinché potesse usufruire di una sorgente che lì sgorgava…” “…nel furore dell'estate quando la sorgente scemava il suo gettito era un paradiso di profumi, riarsi di origano e nepitella, come lo sono tanti giardini in Sicilia, che sembrano fatti più per il godimento del naso che dell'occhio”.

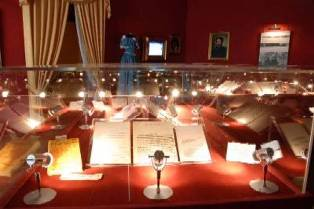
Interno del Museo del Gattopardo

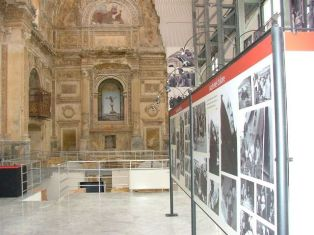
Interno del Museo della memoria

- La Villa Comunale. Tale villa si trova all'ingresso del paese e si sviluppa su un'area a forma allungata con un viale che la percorre interamente. All'estremità del viale si trovano: il tempietto a pianta circolare del "Café House", fatto costruire nella seconda metà dell'Ottocento e la statua di Flora posta su un basamento nel piazzale antistante il tempietto. Anch'essa descritta da Giuseppe Tomasi di Lampedusa in I ricordi d'infanzia: "Nei pomeriggi autunnali piovosi la passeggiata si limitava alla Villa Comunale. Questa era posta al limite settentrionale del paese, proprio sul dirupo che contemplava la grande vallata che è forse l'asse principale est-ovest della Sicilia...Era stata donata al Comune da mio nonno ed era di una malinconia senza limiti: un viale abbastanza lungo e bordato da cipressi giovani e da vecchi lecci affluiva in un piazzale...ed a sinistra una sorta di chiosco tempietto con cupola sferica dal quale si poteva guardare il panorama. E ne valeva la pena...”
- Il Parco della Rimembranza. Quest'area faceva parte di un vasto appezzamento prima appartenente alla Chiesa e al Convento dei Padri Riformati (XVIII sec.). Il terreno, successivamente espropriato, divenne proprietà del Comune, che in una parte edificò il Parco. Al suo interno vi è un piazzale circolare dove si trova il monumento ai Caduti.
- Quartiere San Vito, storico quartiere sopravvissuto al terremoto, disabitato, fotografia della forza devastante del terremoto.
- Facciata del cimitero comunale progettata dall'architetto Giovan Battista Filippo Basile.
- Statua bronzea raffigurante Giovanni Paolo II inaugurata il 9 maggio 2016 sul sagrato della chiesa Madre di Santa Margherita Belice realizzata dall'artista Gabriele Venanzio con l'obiettivo di rappresentare un ulteriore legame tra la comunità margheritese e il Papa che il 9 maggio 1993, nella Valle dei Templi di Agrigento, ha venerato il Crocifisso di Santa Margherita, collocato sull'altare della celebrazione eucaristica, e al cospetto del quale ha lanciato il duro anatema contro la mafia all'indomani delle stragi che costarono la vita ai giudici Giovanni Falcone, Paolo Borsellino, Francesca Morvillo e agli agenti della scorta.Cafè House nella villa comunale di Santa Margherita

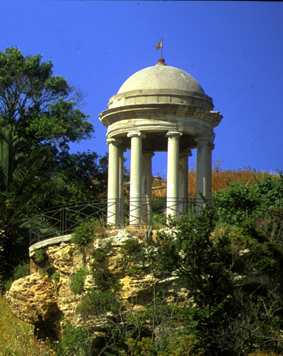
Cafè House nella villa comunale di Santa Margherita

## Società

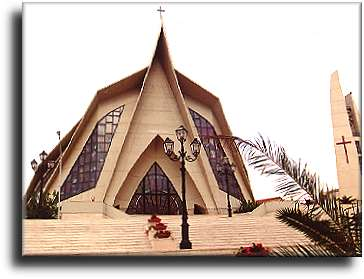
Prospetto della Chiesa Madre raffigurante la stilizzazione della Madonna

### Evoluzione demografica
Abitanti censiti

## Cultura

### Eventi
- Il Premio letterario Giuseppe Tomasi di Lampedusa. Premio internazionale che, nelle scorse edizioni, è stato assegnato ad autori come: Abraham B. Yehoshua nel 2003 con il romanzo La sposa liberata (Einaudi), Tahar Ben Jelloun nel 2004 con Amori stregati (Bompiani), Claudio Magris con Alla cieca (Garzanti) nel 2005 e nel 2006 ad Anita Desai con Fuoco sulla montagna (Einaudi). Nel 2013 il premio viene assegnato al premio nobel per la letteratura peruviano Mario Vargas Llosa per Il sogno del Celta (Einaudi) e per la sua opera critica dedicata all'autore del Gattopardo[8]. L'intento del premio è quello di cogliere nella produzione letteraria i temi della pace e della convivenza dei popoli. La cerimonia di premiazione si svolge ogni anno nella prima settimana di agosto.

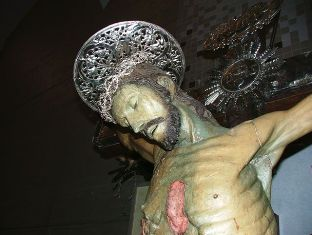
Il Crocifisso, Chiesa Madre.

- La Festa del Santissimo Crocifisso. La comunità di Santa Margherita di Belìce ogni anno, nella prima domenica di maggio, pratica in onore del SS. Crocifisso, riconosciuto e ritenuto ormai legittimo patrono del paese, una delle più importanti e solenni celebrazioni religiose. La Scinnuta di la Cruci è un momento di partecipazione straordinaria dei fedeli che si raccolgono all'interno della Chiesa Madre. Dopo la recita dei Vespri del SS. Crocifisso, il popolo invoca il canto in onore della Croce che viene calata per essere baciata dai fedeli. La statua di Gesù Crocifisso risale alla seconda metà del XIV sec, danneggiata dal sisma del gennaio '68, restaurata prima nel 1969 poi nel 1977 e dinanzi alla quale nel maggio del '93, durante la sua visita pastorale ad Agrigento, Sua Santità Giovanni Paolo II celebrò messa e lanciò dalla Valle dei Templi di Agrigento il famoso anatema contro la mafia.
- La Fiera di settembre. A Santa Margherita di Belìce si svolge la fiera più importante di tutto l'hinterland: la Fiera di Settembre (3-4-5), che tra le altre cose è dedicata anche al patrimonio zootecnico del territorio. Infatti durante tale fiera si svolge la Mostra “La Pecora Valle Del Belìce”. Nel corso della fiera, il 4 settembre, viene celebrata la festa di Santa Rosalia, patrona del paese.
- La Fiera di novembre. Denominata "Fera di li ficu" (fiera dei fichi), si svolge ogni anno nella seconda e terza domenica di novembre nel quartiere di San Giuseppe.
- La Sagra del ficodindia, si svolge ogni anno nel mese di ottobre, durante la quale vengono allestiti stand in cui viene esposto, degustato e venduto il frutto e numerose pietanze (antipasti, primi, secondi, contorni, liquori e dolci) contenenti lo stesso come ad esempio il gelato artigianale e il rosolio aromatizzato.

### Cinema e televisione
La cittadina è stata scelta da registi come ambientazione di film, fiction e programmi televisivi: oltre Il Gattopardo (1963) si può ricordare La smania addosso (1962), I briganti di Zabut (1997), la serie televisiva Il segreto dell'acqua (2011) e la trasmissione televisiva Mezzogiorno in famiglia.

## Economia

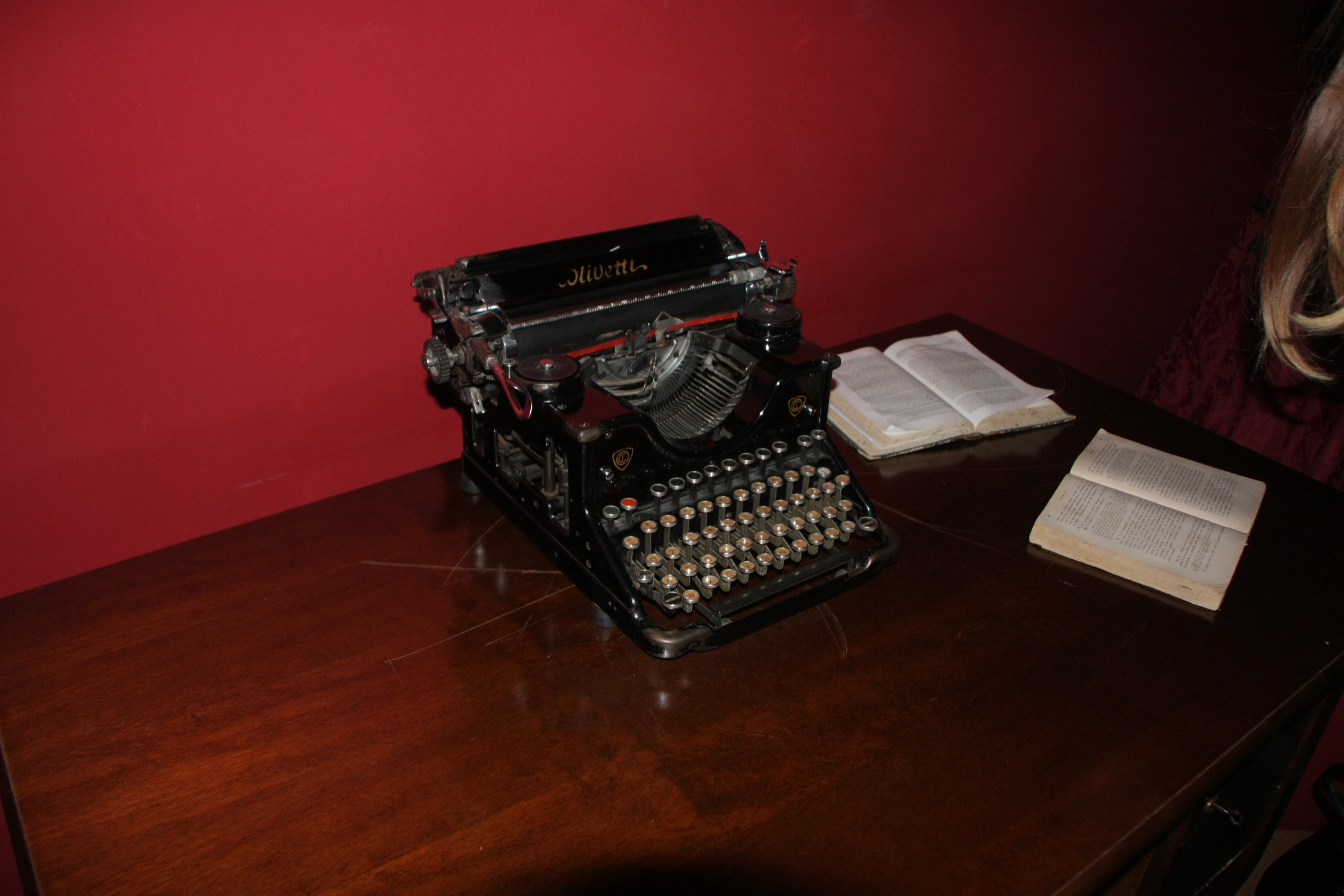
La macchina da scrivere di Giuseppe Tomasi di Lampedusa presso il Museo del Gattopardo

- Il fico d'India trova a Santa Margherita di Belìce il suo habitat naturale. In tale area ha trovato l'ambiente pedologico vocazionale per eccellenza per svilupparsi e produrre. In questa area soleggiata, dalla natura rigogliosa, dove scorre il fiume Belìce, la coltivazione del fico d'India è una tradizione secolare. Il panorama varietale è ristretto a tre tipologie con gusti sensibilmente diversi tra loro: la gialla detta Sulfarina; la rossa detta Sanguigna; la bianca chiamata anche Muscaredda.
- La vastedda della Valle del Belìce è un formaggio fresco a pasta filata prodotto dal latte ovino intero ad acidità naturale di fermentazione. È facilmente riconoscibile grazie alla forma piccola di circa 500 grammi, simile ad una focaccina, dal colore avorio e al sapore delicato leggermente acidulo. Il suo nome evoca il pane per i siciliani. Questo pregiatissimo formaggio si ottiene dal latte della pecora Valle del Belìce; una razza ovina che conta circa 60.000 capi, ottenuta da una selezione nel corso dei secoli, ed allevata nell'omonima valle.
- La vitivinicoltura rappresenta il settore produttivo trainante per l'economia margheritese. Nel corso dei secoli la vite ed il vino sono stati sempre una presenza costante di questo territorio. Il panorama varietale, costituito sino a pochi decenni fa da pochi vitigni (Catarratti, Trebbiano, Inzolia, Grillo, Nerello mascalese, Sangiovese), ha subito un radicale rinnovamento grazie alla valorizzazione di alcune varietà autoctone (Grecanico, Nero d'Avola) e l'introduzione di alcuni vitigni internazionali (Chardonnay, Merlot, Cabernet Sauvignon, Syrah). Un notevole contributo allo sviluppo è stato infine il riconoscimento della Denominazione di origine controllata Santa Margherita di Belice.
- L'olio. Altra coltura tipica della zona è quella dell'olivo. Il territorio di Santa Margherita di Belìce, rappresenta una tappa fondamentale nella storia dell'olivicoltura. Basti pensare che nel passato l'olio veniva considerato uno dei beni necessari alla vita dell'uomo. Le varietà maggiormente coltivate sono la "Biancolilla", la "Cerasuola", la "Giarraffa" e la "Nocellara del Belìce"; da quest'ultima si ricava un olio corposo ma allo stesso tempo, indispensabile componente della dieta mediterranea.
- Il Belicino è un formaggio prodotto con latte di pecora della Valle del Belice e oliva Nocellara del Belice (DOP) e rientra nell'elenco dei prodotti agroalimentari tradizionali (PAT) stilato dal Ministero delle politiche agricole e forestali.

## Amministrazione
Di seguito è presentata una tabella relativa alle amministrazioni che si sono succedute in questo comune.
| Periodo          | Periodo          | Primo cittadino        | Partito                            | Carica  | Note  |
| ---------------- | ---------------- | ---------------------- | ---------------------------------- | ------- | ----- |
| 16 luglio 1985   | 2 luglio 1989    | Francesco Calarca      | Democrazia Cristiana               | Sindaco | [ 9 ] |
| 3 luglio 1989    | 20 novembre 1989 | Antonino Infantino     | Partito Comunista Italiano         | Sindaco | [ 9 ] |
| 21 novembre 1989 | 10 febbraio 1992 | Pietro Antonio Giacone | Democrazia Cristiana               | Sindaco | [ 9 ] |
| 11 febbraio 1992 | 12 aprile 1993   | Gaspare Gulotta        | Partito Socialista Italiano        | Sindaco | [ 9 ] |
| 13 aprile 1993   | 22 novembre 1993 | Peppino Milano         | Partito Socialista Italiano        | Sindaco | [ 9 ] |
| 23 novembre 1993 | 30 novembre 1997 | Antonino Russo         | Indipendente                       | Sindaco | [ 9 ] |
| 1º dicembre 1997 | 27 maggio 2002   | Giuseppe Perricone     | Partito Democratico della Sinistra | Sindaco | [ 9 ] |
| 28 maggio 2002   | 14 maggio 2007   | Giorgio Mangiaracina   | lista civica                       | Sindaco | [ 9 ] |
| 15 maggio 2007   | 6 maggio 2012    | Francesco Santoro      | lista civica                       | Sindaco | [ 9 ] |
| 7 maggio 2012    | 11 giugno 2017   | Francesco Valenti      | lista civica                       | Sindaco | [ 9 ] |
| 12 giugno 2017   | 12 giugno 2022   | Francesco Valenti      | lista civica                       | Sindaco | [ 9 ] |
| 13 giugno 2022   | in carica        | Gaspare Viola          | lista civica                       | Sindaco | [ 9 ] |

### Gemellaggi

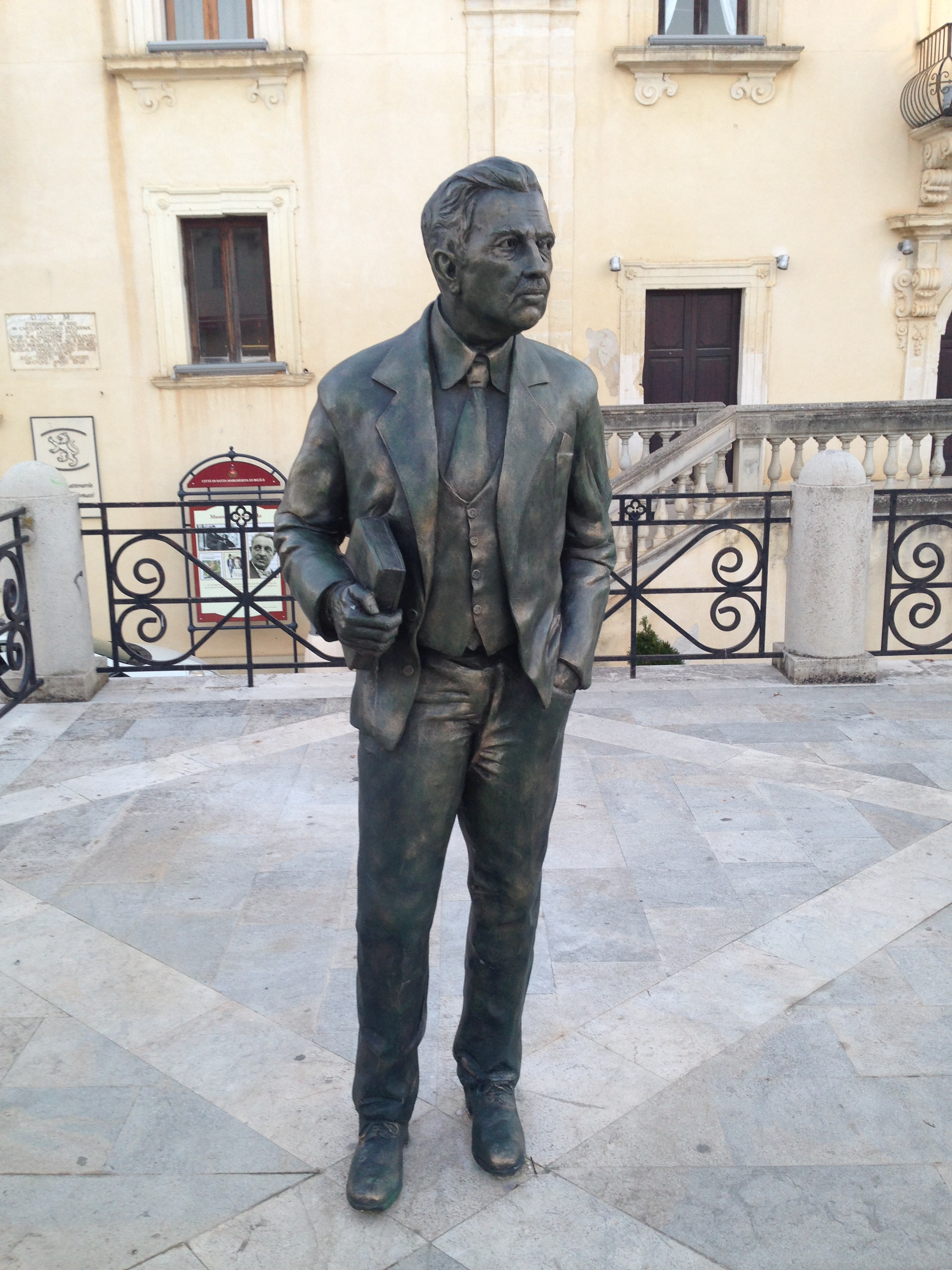
Statua a grandezza naturale di Giuseppe Tomasi di Lampedusa sita in Piazza Matteotti

Ariccia

### Altre informazioni amministrative
Il comune di Santa Margherita di Belìce fa parte delle seguenti organizzazioni sovracomunali: regione agraria n.2 (Colline del Carboj).

## Sport

### Calcio
La principale squadra di calcio della cittadina è l'U.S. Margheritese 2018, che milita attualmente nel Girone A di Promozione.